# Krasnokutský rajón
Krasnokutský rajón (ukrajinsky Краснокутський район) byl rajón v Charkovské oblasti na Ukrajině. Hlavním městem byl Krasnokutsk a rajón měl přibližně 28 tisíc obyvatel. 

## Sídla v rajónu
- Kosťantynivka
- Krasnokutsk